# Enrico Zaina
Enrico Zaina (Brescia, 27 september 1967) is een voormalig Italiaans wielrenner. Hij was beroepsrenner tussen 1989 en 2000.
Zijn grootste prestatie was een tweede plaats in het eindklassement van de Ronde van Italië in 1996.

## Belangrijkste overwinningen
1988
- Eindklassement Ronde van de Aostavallei

1992
- 1e etappe Ronde van Spanje

1993
- Eindklassement Wielerweek van Lombardije

1995
- 11e etappe Ronde van Italië

1996
- 9e etappe Ronde van Italië
- 20e etappe Ronde van Italië

## Resultaten in voornaamste wedstrijden
| Jaar | Ronde van Italië | Ronde van Frankrijk | Ronde van Spanje |
| ---- | ---------------- | ------------------- | ---------------- |
| 1989 |                  |                     | opgave           |
| 1990 | 16e              |                     |                  |
| 1991 | 45e              | 93e                 |                  |
| 1992 | 28e              |                     | 53e (1)          |
| 1993 | 16e              |                     | 39e              |
| 1994 | 26e              | 39e                 |                  |
| 1995 | 7e (1)           | 42e                 |                  |
| 1996 | ↑ (2)            | opgave              |                  |
| 1997 | opgave           |                     | 4e               |
| 1998 | opgave           |                     |                  |
| 1999 | opgave           |                     |                  |
| 2000 | opgave           | 38e                 |                  |

| Jaar | Milaan-San Remo | Amstel Gold Race | Luik-Bast.‑Luik | Waalse Pijl | Rund um den Henninger-Turm |
| ---- | --------------- | ---------------- | --------------- | ----------- | -------------------------- |
| 1989 |                 |                  |                 |             |                            |
| 1990 | 30e             |                  | 74e             | 66e         |                            |
| 1991 |                 |                  |                 | 34e         |                            |
| 1992 |                 |                  |                 |             |                            |
| 1993 |                 |                  |                 |             |                            |
| 1994 |                 |                  |                 |             |                            |
| 1995 | 30e             | 17e              |                 | 19e         | 5e                         |
| 1996 | 71e             | 19e              | 13e             | 6e          | 14e                        |
| 1997 | 42e             |                  | 26e             | 18e         |                            |
| 1998 | 120e            |                  |                 |             |                            |
| 1999 |                 |                  |                 |             |                            |
| 2000 | 97e             |                  |                 |             |                            |